# Gymnostachyum longifolium
Gymnostachyum longifolium är en akantusväxtart som beskrevs av T. Anders. och Mordecai Cubitt Cooke. Gymnostachyum longifolium ingår i släktet Gymnostachyum och familjen akantusväxter. Inga underarter finns listade i Catalogue of Life.